# Клімат Тернопільської області
Клі́мат Терно́пільської о́бласті — багаторічний режим погоди на території області.

## Загальна характеристика
Клімат Тернопільщини — помірно континентальний із неспекотним літом, помірною зимою і достатньою кількістю опадів — формується під впливом радіаційних умов, циркуляції повітряних океанічних та континентальних повітряних мас. Перші з них поширюються у вигляді циклонів із Атлантичного океану; влітку вони зумовлюють хмарність, опади, зниження температури повітря, взимку — снігопади. З цими повітряними масами пов'язані західні та південно-західні вітри. Суха і холодна погода в зимовий період спричинена дією східних антициклонів.
Холодні повітряні маси, що проникають на територію області з півночі, зумовлюють пізні весняні й ранні осінні приморозки.
Кількість денної сонячної радіації — від 532 кал/см² у червні до 130 кал/см² у грудні. Радіаційний баланс становить майже 40 ккал/см² за рік. Висота Сонця над горизонтом у червні в полудень досягає 63-650, у грудні 17-190, під час рівнодення — 40-420. Тривалість дня — 8-16,5 год.
Клімат усієї території області сприятливий для вирощування сільськогосподарських культур лісостепової зони, зокрема озимої та ярої пшениць, ячменю, жита, вівса, цукрових буряків, картоплі, овочевих і кормових культур, у південній частині — винограду, абрикос, персиків, ранніх овочів тощо. В окремі роки в області можливе вимерзання посівів озимих культур, трапляються пізні весняні й ранні осінні заморозки, змивання посівів під час злив, вилягання зернових та інше. Інколи влітку низькі температури повітря у поєднанні з похмурою погодою гальмують розвиток сільськогосподарських культур. Загалом умови зволоження і температурний режим забезпечують потреби рослин лісостепової зони у теплі, світлі та волозі.

## Опади
Упродовж року на клімат області впливають повітряні маси з Атлантики, що зумовлюють циклональну погоду, континентальне повітря: взимку проникають відроги сибірського антициклону, що спричиняють холодну погоду, влітку впливає азорський максимум, навесні й на початку осені — холодні арктичні повітряні маси.
Вітри (найчастіше північно-західні та південно-західні, найменше — північні та південні) характерні для всіх пір року, особливо для літа. Активна циклонна діяльність зумовлює велику кількість опадів. У межах Тернопільщини випадає достатня кількість опадів (550—700 мм за рік). Найбільше — на заході та північному заході (понад 650 мм за рік), найменше (550 мм за рік) — на крайньому південному сході. Переважна більшість опадів (70–75 %) випадає в теплий період року, найменше — взимку. Влітку часто бувають зливи, нерідко — грози, іноді — град.
Сніговий покрив на території області випадає зазвичай — у другій половині листопада і тримається до початку березня. Товщина — 8-10 см, максимуму досягає у другій декаді лютого. Дати танення снігового покриву припадають на кінець березня, з коливанням від другої декади лютого до першої декади березня. Найбільша висота снігового покриву (9–16 см) буває в другій декаді лютого.
Річний коофіцієнт зволоження — 1,11 на півночі і заході, 1 — у центральній частині, 0,92 — у південно-східній районах області.

## Термічний режим
Термічний режим характерний рисами континентальності. Амплітуда річних коливань повітря — 23-24 °C. Середня температура найтеплішого місяця (липень) — +18 — +19 °C, найхолоднішого (січень) — −4,5 — −5°С. Найвищі показники середньої температури повітря у липні характерні для південної частини області (+18,8°С), найнижчі — для західної і центральної частин (+18 — +18,5°С). У січні температура повітря у центральній частині нижча (-5,4°С) від температури в інших частинах області, що зумовлено тим, що це найвища, безліса частина височини.
Вторгнення континентальних мас повітря призводить до значних коливань температури: влітку — до +39°С, а у 2012 році сягнули 42°С, взимку — до −34°С. Розподіл сум активних температур (за період із середньодобовими температурами вище +10°С) в області нерівномірний: у південній і південно-східній частинах вони становлять 2600—2700°, у зниженнях північньої частини — 2550°С, на піднятих ділянках північної та центральної частин − 2450—2470°С.
Тривалість безморозного періоду − 165—170 днів на південному сході, 150—165 на решті території. Вегетаційний період рослин — 205—209 днів: із 1-ї декади квітня до кінця жовтня, період активної вегетації у середній піднятій частині області − 156—167 днів, у долинах північної частини і на півдні — 162—163 дні.
Найхолоднішою є центральна частина Тернопільщини, яку називають «Холодне Поділля»; середньорічна температура тут становить +6,9°С. Найтепліше в області у Придністров'ї, так зване «Тепле Поділля» — 7,4°С.

### Абсолютний максимум температур
Абсолютний максимум температур для метеостанцій Тернопільської області:
- місто Чортків — + 38,8° С
- місто Тернопіль — + 36° С (обидва — серпень 1946 р.)
- місто Кременець — + 37,3° С
- місто Бережани — + 36,6° С (обидва — серпень 1952 р.).

Найтеплішим на Тернопільщині був 1989 р., коли середньорічна температура повітря становила + 8,9° С. при кліматичній нормі + 7,1° С.

### Абсолютний мінімум температур
Абсолютний мінімум температур для метеостанцій Тернопільської області зафіксований до 1944 р:
- село Білокриниця Кременецького району — мінус 36° С
- місто Тернопіль — мінус 34° С
- місто Бережани — мінус 33° С.

Згодом найнижча температура була зафіксована:
- село Білокриниця Кременецького району — мінус 30,9° С (1949—1950), мінус 31,6° С (1986—1987 рр.)
- місто Бережани — мінус 30,5° С (1962—1963 рр.)
- місто Чортків — мінус 31,6° С (1962—1963 рр.).

Найхолоднішим був 1980 р. із середньорічною температурою плюс 5,7° С.

## Пори року
На території Тернопільської області чітко виділяються пори року.
Весна починається у 2-й декаді березня після переходу середньодобової температури через 0°С, літо триває від 3-ї декади травня до 1-ї декади вересня (перехід температур через +15°С), осінь завершується наприкінці листопада (перехід температур через 0°С). Найдовша зима у центральних і східних районах області (до 112 днів), найкоротша — на заході та в низовинних ділянках на півночі (до 104 днів). Літо найдовше у південно-східній частині, найкоротше (на 13-19 днів) — у центральній.
Навесні та восени можливі заморозки: найпізніші — на півдні у 2-й декаді травня, на решті території — у 3-й декаді травня, найраніші — у середині вересня.

## Кліматичне районування
В області виділяють три кліматичні райони:
- Північний — найнижчі ділянки північної частини області. Середні температури січня — 4,5°, липня — +18,5°, сума активних температур досягає 2550 °C. Випадає понад 650 мм опадів на рік, зволоження надмірне. Безморозний період — 160—165 днів;
- Центральний — найвищі ділянки північної і центральної частин області. Цей кліматичний район називають «холодним Поділлям» — середня температура повітря за рік — +6,8 °C, сума активних температур — 2400—2500 °C, найкоротше літо (98-90 днів), найкоротший безморозний період (150—165 днів), найбільше днів із сніговим покривом (85-93 дні), випадає понад 600—650 мм опадів на рік;
- Південний — Борщівський, Заліщицький, Чортківський райони, південні частини Гусятинського і Бучацького районів. Цей кліматичний район називається «теплим Поділлям»: середньорічна температура повітря +7,3°С, січня — −4,5°- −5°С, липня — +19°С, сума активних температур — 2700°С. Весна настає на 2 тижні раніше, ніж на решті території області. Тут добрі умови для вирощування теплолюбних культур, особливо на південних схилах долини річки Дністер. У районі найсприятливіші кліматичні умови для відпочинку — на берегах Дністра і його приток, особливо у місті Заліщики, що у меандрі Дністра.